# Col de Sommeiller
Col de Sommeiller též Colle Sommeiller je průsmyk v italských Alpách, regionu Piemont. Předěluje masív Mont Cenis na hranici mezi Francií a Itálií v blízkosti železničního tunelu Mont Cenis.
Průsmyk je pojmenován po francouzském inženýrovi jménem Germain Sommeiller (* 15. březen 1815 v Saint-Jeoire, † 11. červenec 1871 Saint-Jeoire), který mimo jiné nesl odpovědnost za stavbu 12 km dlouhého železničního tunelu Mont Cenis mezi místy Bardonecchia (Itálie) a Modane (Francie).

## Příjezdová cesta
Příjezdová horská silnice byla zprovozněma v roce 1962 a v následujících letech sloužila lyžařským vlekům k letnímu lyžování na ledovci Sommeiller. Povoz zařízení byl ukončen v roce 1980 z důvodu zmenšení ledovce a permanentní obtíže při provozu příjezdové silnice. Jiný zdroj uvádí, že areál byl opuštěn po těžkém lavinovém neštěstí v 60. letech 20. století.
Od té doby je příjezdová cesta pouze sporadicky udržována. Jednou ročně, při příležitosti motocyklistického srazu Stella Alpina je odhrnut sníh a cesta trochu opravena. Stella Alpina se každoročně koná druhou neděli v červenci, přičemž se jedná o nejvýše položený motocyklistický sraz na světě. Před tímto termínem je zdárný výjezd do sedla velmi nepravděpodobný. Za nejvhodnější termín výjezdu se ukázal první týden v září.
Příjezd k průsmyku po štěrkové, místy velmi úzké cestě je možný terénním vozidlem. Přitom platí zákaz vjezdu od chaty Rifugio Scarfiotti (2165 m n. m.) pro motorová vozidla od pátku do neděle mezi 9.00 a 17.00 (stav červenec 2009).
Cesta vede z Bardonecchia ve směru na Rochemolles, podél přehrady Lac Rochemolles, okolo chaty Rifugio Scarfiotti. Za ní získává na výšce v četných serpentinách. Ve vyšší části jsou dílem silně vymyté, takže průjezd běžným autem je těžko představitelný. S větším vozidlem je třeba ve vratných zatáčkách několikrát couvnout a znovu vytáčet.
Cesta končí na vysokohorské plošině, kde se nachází jezero se silně proměnlivou výškou hladiny v průběhu roku. Na této plošině stával bývalý hotel a meteorologická stanice Rifugio Ambin, který byl v letech 2004 a 2005 zbourán. Při jihovýchodním okraji plošiny je kopec Fahnenhügel (3050 m n. m., v překladu Vlajkový) s několika vlajkovými stožáry, který je cílem četných motocyklistů a řidičů terénních aut z celé Evropy, pro které je výjezd na toto místo velkou výzvou. Mezi plošinu a Vlakový kopec byl nově postaven dřevěný zátaras, takže se až na kopec vyjet nedá. Od 22. ledna 2004 je na Vlajkovém kopci umístěn virtuální geocaching.
Vrchol Punta Sommeiller ve výšce 3333 m je dostupný pouze pěšky po strmé štěrkové stezce.
Poté, co byl příjezd k vrcholu Mont Chaberton kolem roku 2000 definitivně uzavřen, stala se náhorní rovina těsně pod sedlem v nadmořské výšce 2996 m nejvyšším bodem v Alpách legálně přístupným dvoustopým motorovým vozidlům. Toto prvenství si zachovala až do června 2007, kdy byla příležitostně zpřístupněna stanice lyžařského vleku Bontadini nedaleko Breuil-Cervinia (region Valle d'Aosta) v nadmořské výšce 3332 m.

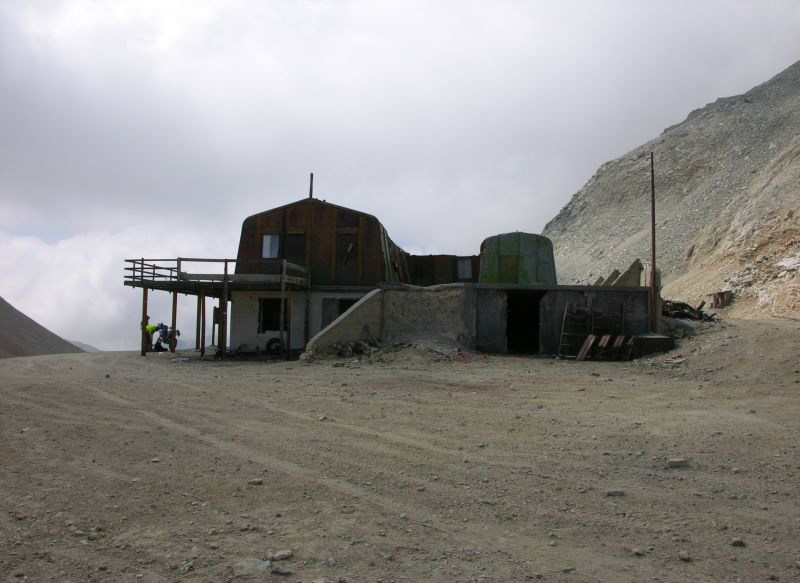
Bývalá meteorologická stanice na Col de Sommeiller
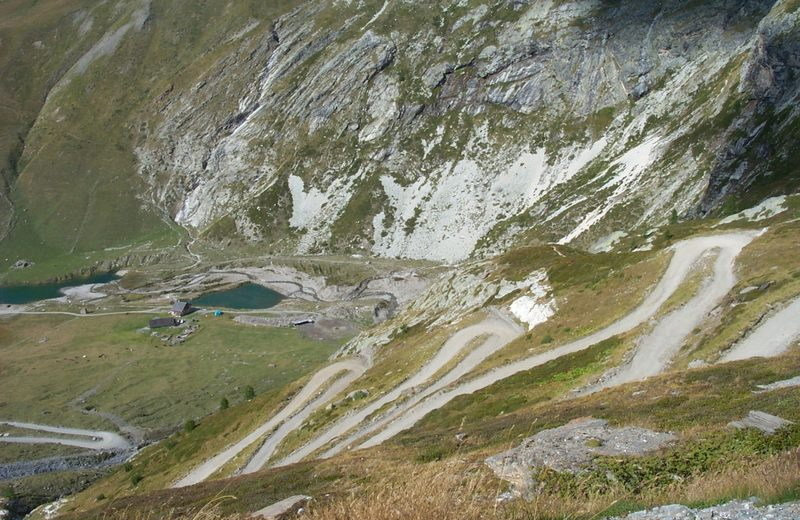
Pohled ze serpentin dolů k Rifugio Scarfiotti